# La Bussière, Vienne
La Bussière är en kommun i departementet Vienne i regionen Nouvelle-Aquitaine i västra Frankrike. Kommunen ligger i kantonen Saint-Savin som tillhör arrondissementet Montmorillon. År 2022 hade La Bussière 301 invånare.

## Befolkningsutveckling
Antalet invånare i kommunen La Bussière
| Referens: INSEE |